# Aïcha Goblet
Pour les articles homonymes, voir Goblet.
Aïcha Goblet, née Madeleine Julie Gobelet le 28 février 1894 à Renescure et morte le 27 juin 1972 à Paris, est un modèle et une danseuse française, figure du Paris des années folles.

## Biographie

### Jeunesse et famille
Madeleine Julie Gobelet naît à Renescure, dans la province nord d'Hazebrouck, en 1894, jumelle de son frère Henri Joseph, né quelques heures avant elle. Ils sont les enfants de Jules Améry Gobelet (né en 1843 et mort au Brésil le 1er septembre 1893), et de Marthe Joseph Calin (née en 1854), sa veuve, ouvrière rentrée du Brésil un mois avant son accouchement. Les époux Gobelet, tous deux originaires de Renescure, étaient respectivement domestique et journalière au moment de leur mariage, en 1880. Ils ont un fils, Jules Charles, né deux mois après leur union, et deux autres filles, Marie Antoinette et Marie Julienne, nées en 1885 et 1887 à Clairmarais dans le Pas-de-Calais.
En 1911, Madeleine est établie avec sa mère et sa sœur aînée à Nœux-les-Mines dans le Pas-de-Calais. Plus tard, de nombreuses informations fausses ou difficilement vérifiables circuleront dans la presse sur sa jeunesse : ainsi, on racontera (ou elle racontera elle-même) qu'elle est née à Hazebrouck,, Valenciennes ou Roubaix, que ses parents ont dix enfants, ou qu'elle a commencé comme écuyère au cirque à 6 ans au Cirque national corse,. Au sujet de ses origines, on dit souvent que sa mère était flamande, et parfois que son père était sud-américain, argentin ou martiniquais. En 1950, dans son livre Montparnasse, André Salmon insinue que son père était artiste dans un cirque ambulant. Aïcha se décrit comme « la seule négresse de (sa) famille » et indique que son frère jumeau est « blond comme les blés »,, comme une photographie familiale semble en attester. 
Ses prénom et nom peuvent être écrits « Madelaine », « Ayesha » et « Gobelet ». Son pseudonyme lui aurait été suggéré par peintre Umberto Brunelleschi. 

### Parcours
Aïcha Goblet raconte plusieurs versions de ses débuts, en 1911 : par exemple, elle est abordée dans la rue à Paris par le peintre Jules Pascin, qu'elle retrouve plus tard au café de l'Ogive ; ou bien, tandis qu'elle travaille dans un cirque à Clamart, deux hommes l'accostent pour lui proposer de devenir modèle, elle accepte de se rendre au café du Dôme et y rencontre Pascin. Elle devient le modèle exclusif du peintre, mais ne pose jamais nue pour lui. Elle raconte dans le magazine Mon Paris (juin 1936) qui présente une photographie nue de la Flamande :   
« J’ai vécu la vie du voyage. Le chapiteau dressé de ville en ville et j’ai encore dans les narines l’odeur de la sciure et dans les oreilles ces fanfares si particulières aux hippodromes ambulants. Le cirque m’a conduit chez les peintres. Vous savez qu’ils aiment tous le cirque, depuis Seurat et Toulouse-Lautrec ».  

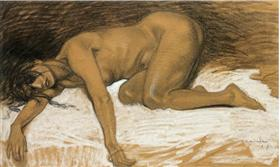
Aïcha par Théophile Steinlen (1917)

Au bout d'un an, Aïcha cesse de poser pour Pascin, mais restera proche de lui jusqu'à sa mort, en 1930. Elle s'émancipe de sa tutelle et, sous le nom d'Aïcha, devient une icône du quartier de Montparnasse, alors dominé par la grande figure d'Alice Ernestine Prin, alias « Kiki ». Alors que la négrophilie est à la mode depuis les années 1920, d'autres grands artistes de l’époque la prennent pour modèle, comme Félix Vallotton, Man Ray, Henri Matisse ou encore Moïse Kisling. Aïcha apparaît le plus souvent avec un turban aux couleurs chatoyantes. Elle organise par ailleurs de nombreux débats et réunions, comme le « dîner Aïcha » à La Coupole. 

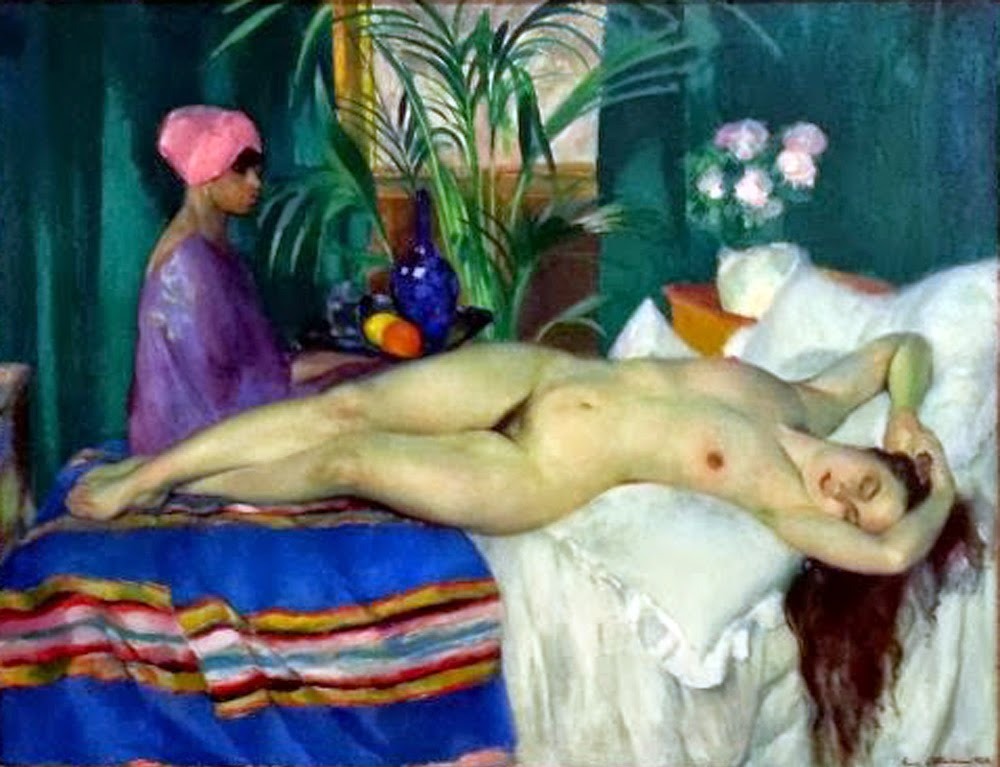
Aïcha figure sur la gauche dans le tableau d'Henry Ottmann, Courtisane Endormie (1920)

En 1920, elle inspire au romancier André Salmon le personnage principal de son roman La Négresse du Sacré-Cœur,. La même année, elle commence à travailler en tant qu'actrice et danseuse de music-hall. Elle se produit notamment plusieurs pièces mises en scène par Gaston Baty, aux côtés du comédien noir Habib Benglia dont elle devient l'amie : Le Simoun (1920), Haya (1922), À l'ombre du mal (1924) d'Henri-René Lenormand. En 1925, dans la pièce La Cavalière Elsa de Paul Demasy, d'après le roman de Pierre Mac Orlan — et alors que la nudité n'est pas encore acceptée sur scène, en particulier pour les artistes blanches — Aïcha Goblet se montre avec un sein dénudé. Selon l'historienne Sylvie Chalaye, les critiques de l'époque ne vantent d'elle que « [sa] silhouette et [sa] nudité ». Tout comme pour Habib Benglia, c'est sa plastique, davantage que son jeu de scène, qui intéresse la presse et le public. En 1928, elle joue à nouveau dénudée dans Départs de Simon Gantillon, suscitant des remarques ambiguës : ainsi, si on souligne qu'elle mérite des éloges, comme les autres seconds rôles de la pièce, on la présente comme « une mulâtresse dont la frénésie égale l’impudeur » ou qui « montre ses seins avec une satisfaction évidente. »
Précédemment établie Cité Falguière à Vaugirard, où sont installés de nombreux artistes,, Aïcha Goblet réside en 1926 au 11 bis, rue Jules-Chaplain à Paris. Elle devient la compagne et le modèle du peintre Samuel Granovsky. 
Au tournant des années 1930, sa carrière de modèle terminée, elle continue de fréquenter les cafés de Montparnasse et raconte ses souvenirs à quelques journalistes, comme Henri Broca ou Emmanuel Bourcier ,,,,. André Salmon la met en contact avec le directeur d'une revue auquel elle apporte un canevas de ses mémoires. Salmon raconte : « Lecture faite, il invita courtoisement Aïcha à passer dans le studio attenant au bureau littéraire, et cela aux fins précises de s'y dépouiller de tout voile et poser devant l'objectif avec autant de simplicité qu'à l'atelier, sur la planche à modèle. De quoi résultèrent deux fascinants clichés. » Il ne ressort de cette entrevue qu'un court article, illustré de trois photographies de nu, publié dans Mon Paris.  
En 1935, Aïcha joue dans une dernière pièce, Hôtel des masques d'Albert-Jean. Elle quitte le quartier de Montparnasse pour Montmartre, puis ne fait plus parler d'elle.  
Aïcha Goblet meurt en 1972, en son domicile parisien du 100 rue Lamarck.  Elle est enterrée le lendemain de sa mort sous le nom de Julie Gobelet, au cimetière parisien de Thiais (division 90, ligne 17), dans une tombe gratuite, pour une durée de cinq ans. À l'issue de ces cinq années, la tombe a été reprise et les restes d'Aïcha Goblet sans doute dispersés[réf. nécessaire].   

### Postérité
Selon Michel Fabre, malgré l'oubli dans lequel Aïcha Goblet est retombée, elle a ouvert, à l'instar de quelques autres artistes noires comme Lucy (Julie Luce) ou D'al-Al (Simone Luce), la voie à Joséphine Baker.
En 2018, la villa La Fleur, musée privé polonais, présente des portraits d'Aïcha Goblet lors d'une exposition intitulée Kobiety Montparnassu (Les Femmes de Montparnasse). L'année suivante, plusieurs œuvres la représentant figurent dans l’exposition Le Modèle noir, de Géricault à Matisse au musée d'Orsay.

## Modèle d'œuvres plastiques

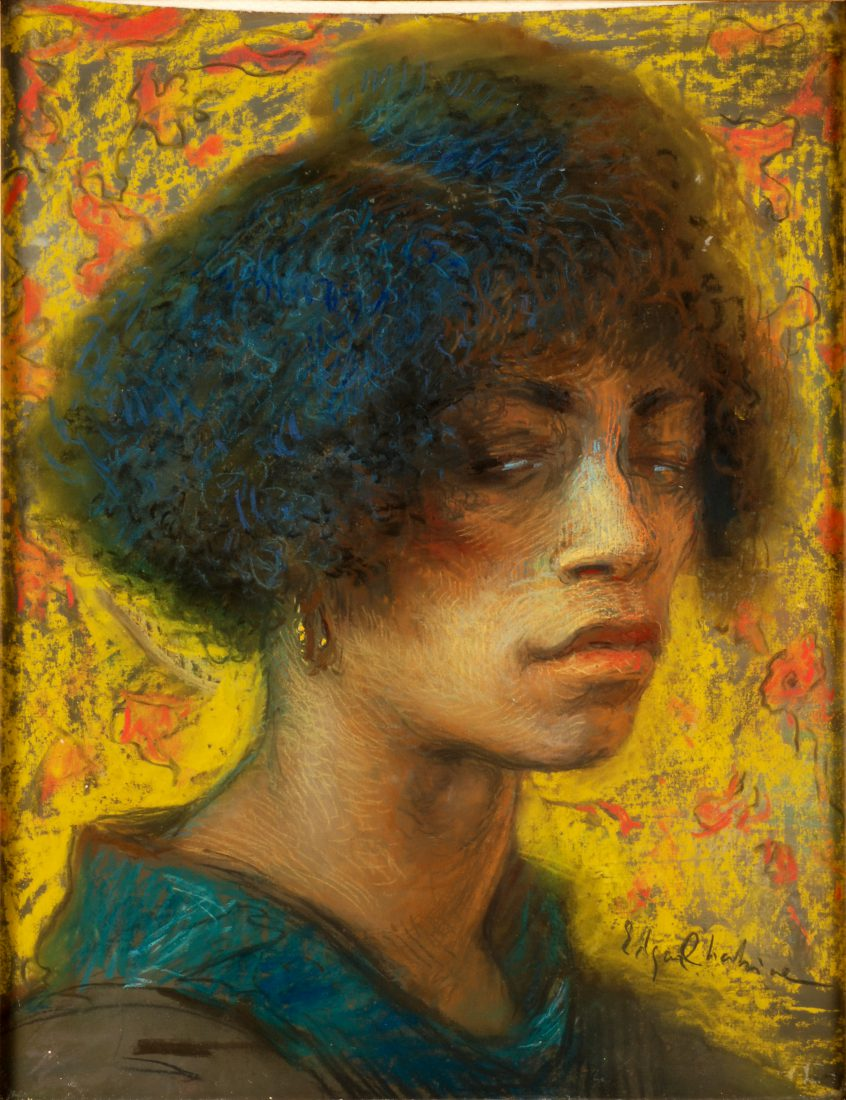
Edgar Chahine, Portrait d'Aïcha, c. 1920, Paris, musée arménien de France.

(liste non exhaustive)

### Peinture et dessin
- Henri Hayden, Portrait d'Aïcha, 1913, huile sur toile, 80,3 x 60 cm, collection particulière[39]
- Edgar Chahine, Aïcha, 1913, gravure, tirage à 50 exemplaires, 36 x 35,7 cm[40]
- Tsugouharu Foujita, Portrait d'Aïcha, modèle de Montparnasse[41] et divers dessins, 1914[42],[43]
- Henri Matisse, Aïcha et Lorette, 1917, huile sur toile, 37,5 × 46,4 cm, collection particulière[44]
- Moïse Kisling, Portrait d'Aïcha, 1919, huile sur panneau d’acajou, 45,3 × 40,5 cm, collection particulière[44]
- Henry Ottmann, Courtisane endormie, 1920, huile sur toile, 135,5 × 174,5 cm, Paris, musée national d'Art moderne, inv. LUX.0.143 P
- Edgar Chahine, Portrait d'Aïcha, c. 1920, pastel, 35 x 27 cm, Paris, Musée arménien de France[45]

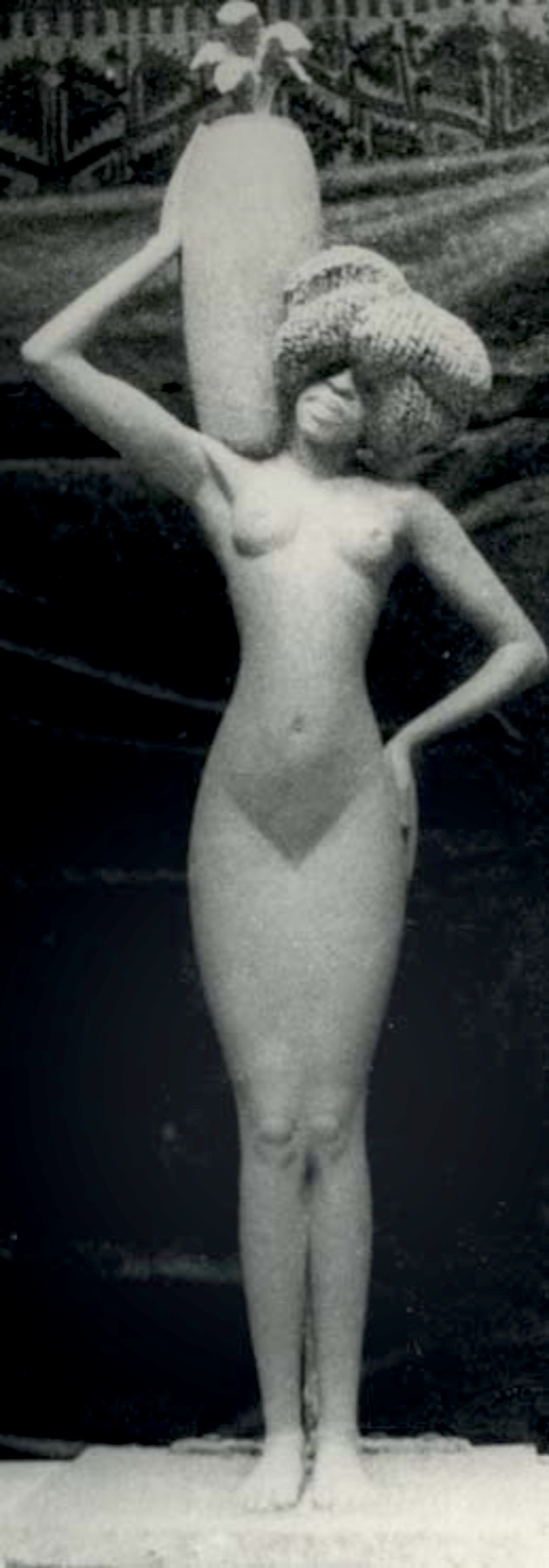
Nubienne d'après le modèle Aïcha, par Cecil Howard (1912-13).

- Félix Vallotton, Aïcha, 1922, huile sur toile, 100 × 81 cm, Hambourg, Kunsthalle de Hambourg, prêt permanent de The Stiftung für die Hamburger Kunstsammlungen, inv. HK-5739[44]Nubienne d'après le modèle Aïcha, par Cecil Howard (1912-13).Samuel Granovsky, Nu (Aïcha), 1925, pastel sur papier, 61 × 79 cm, collection particulière[46]
- Samuel Granovsky, Nu de dos, Aïcha, 1926, pastel sur papier, 80 × 64 cm, collection particulière[47]
- Jacques Mathey, Le Modèle Aïcha, 19??, huile sur carton, 73 x 91 cm, collection particulière[48]
- Kees Van Dongen, Aïcha allongée, 19??, huile sur toile, 50,5 x 79 cm, collection particulière[49]

### Photographie
- Man Ray, Le Modèle Aïcha, 1922, collection particulière[50]
- Marc Vaux, Portrait d'Aïcha, 19??, Paris, Centre Pompidou-MNAM/CCI-Bibliothèque Kandinsky, fonds Marc Vaux, inv. MV2551[51]
- Marc Vaux, Portrait d'Aïcha, modèle de Montparnasse (contretype ?), 19??, Paris, Centre Pompidou-MNAM/CCI-Bibliothèque Kandinsky, inv. CRE 8.44[52]. Contretype reproduit dans Paris Montparnasse, no 7, 1929, fonds Marc Vaux, boîte Le Verrier, inv. MV 11816[53]

### Sculpture
- Cecil Howard, Nubienne, 1912-1913[54]
- Jeanne Tercafs, Femme malgache, ou La Mulâtresse, ou Portrait d’Aïcha Goblet, c. 1934[55]

## Théâtre
- 1920 : Le Simoun d'Henri-René Lenormand, mise en scène Gaston Baty, Comédie Montaigne[6]
- 1922 : Haya d'Herman Grégoire, Comédie des Champs-Élysées, mise en scène de Gaston Baty : Nyota[56]
- 1924 : À l'ombre du mal d'Henri-René Lenormand, mise en scène Gaston Baty, Studio des Champs-Elysées
- 1925 : La Cavalière Elsa de Paul Demasy, d'après le roman de Pierre Mac Orlan, studio des Champs-Élysées : La Deva[57]
- 1928 : Départs de Simon Gantillon, mise en scène de Gaston Baty, théâtre de l'Avenue
- 1935 : Hôtel des masques d'Albert-Jean, mise en scène de Gaston Baty, théâtre Montparnasse

## Iconographie
- Albert Harlingue, Intérieur d'un café de Montparnasse (au centre, le modèle Aïcha la Noire), photographie, vers 1930, agence Roger-Viollet[58]

## Documentaires
- Montparnasse, d'Eugène Deslaw, 1929 (Aïcha Goblet est filmée quelques instants à la fin)[59]
- Les Heures chaudes de Montparnasse, série documentaire de Jean-Marie Drot, 1963 : épisode Pascin, l'oublié[60]
- « Interview d'Aïcha, in L'Art et les hommes : inventaire Montparnasse, émission de Jean-Louis Drot (rushes issus de la série Les Heures chaudes de Montparnasse, 12 min 33) » , n° de notice CPF86602329, sur Ina MEDIAPRO, 1964 (consulté le 1er novembre 2022)